# Luminița, Constanța
Luminița este un sat în comuna Corbu din județul Constanța, Dobrogea, România. Se află în partea de nord-est a județului, pe malul nord-estic al lacului Tașaul. În trecut s-a numit Urumbei/Șahman. La recensământul din 2002 avea o populație de 86 locuitori.